# Agenda Llatinoamericana Mundial
L'Agenda Llatinoamericana Mundial és una agenda anual, col·lectiva i altermundista que inclou articles sobre un tema específic cada any des de 1992.

## Història de l'Agenda
La primera edició es va publicar l'any 1992 amb motiu de la commemoració del V Centenari de la Trobada entre Amèrica i Europa. Va ser una iniciativa de José María Vigil i Pere Casaldàliga amb la intenció de construir una eina de difusió de les anomenades Causes Llatinoamericanes: la Causa Indígena, la Causa Negra, la Causa Popular, la Causa de la Dona i la Causa Ecològica.
A partir de l'any 2000, l'Agenda Llatinoamericana va afegir al seu nom l'adjectiu «Mundial» per a expressar la seva solidaritat universal. Amb el temps s'ha anat convertint en el símbol d'un corrent d'educació popular conscienciadora en la línia de la pedagogia de l'alliberament llatinoamericà iniciat per Paulo Freire en la dècada de 1960, a la qual pretén servir oferint cada any textos emblemàtics «curts però densos», pensats per a servir com a text de lectura prèvia a partir del qual desenvolupar el debat central conscientitzador en les activitats d'educació popular.

## Sobre l'Agenda

### Ús pedagògic de l'Agenda
A més de l'ús personal, l'Agenda s'utilitza com un instrument pedagògic per a comunicadors, educadors populars, agents de pastoral, animadors de grups i militants. La presentació dels textos es regeix per un criteri econòmic que sacrifica una possible estètica d'espais blancs i il·lustracions en favor d'un major volum de missatge.

### Eina d'educació popular
Cada any, l'Agenda Llatinoamericana posa a disposició a internet una pàgina especial d'informació i materials complementaris, on s'ofereixen materials pedagògics per a les persones que usen l'Agenda com una eina d'educació popular: articles, llibres, presentacions, vídeos i altres referències sobre el tema central monogràfic al que l'Agenda està dedicada. Alguns anys, l'Agenda produeix una «cartilla popular» sobre el tema de l'any, presentant una síntesi del missatge que vol transmetre sobre el tema, en una forma susceptible de ser treballada en grup, amb la metodologia de l'educació popular.

### Ecumenisme

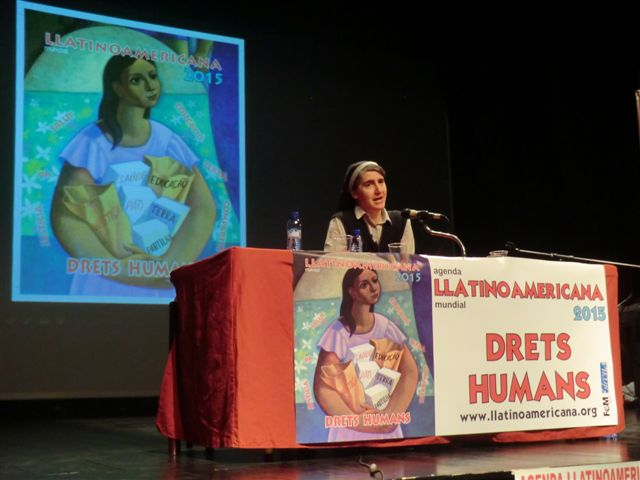
Presentació amb Teresa Forcades de l'Agenda Llatinoamericana Mundial a Girona

L'Agenda es regeix per un «ecumenisme de suma, no de resta». Per això no elimina allò propi dels catòlics ni l'específic dels protestants, sinó que ho reuneix, de tal forma que en el santoral se sumen les commemoracions protestants amb les catòliques. Quan no coincideixen es poden distingir tipogràficament. L'Agenda s'autoqualifica com a «aconfessional i macroecumènica»: s'emmarca en un món de referències, creences, valors i utopies comunes als pobles, homes i dones de bona voluntat, que els cristians anomenen Regne de Déu i que comparteixen amb tothom en una cerca fraternalment i humilment servicial.

### Una obra no lucrativa
Als països on té presència l'Agenda és editada per organismes i entitats populars, institucions sense ànim de lucre, que destinen els beneficis que obtenen de la venda de l'Agenda als seus objectius de servei popular i de solidaritat. Els ingressos generats per l'Agenda, després de retribuir adequadament l'esforç de les signatures que en ella participen, són destinats a obres de comunicació popular alternativa i de solidaritat internacional.

### Una agenda col·lectiva
És una obra col·lectiva. Cada any els seus editors reben els suggeriments, materials, textos, documents i les novetats bibliogràfiques per a elaborar l'Agenda de l'any següent, incloent un centenar de pàgines amb signatures tan prestigioses com les de:
| - Xavier Albó i Corrons - Leonardo Boff - Cristovam Buarque - Josep Manel Busqueta - Noam Chomsky - Toni Comín - Miren Etxezarreta - Teresa Forcades - Eduardo Galeano | - Ivone Gebara - Juan José Tamayo - Naomi Klein - Arcadi Oliveres - Raimon Panikkar - Alfredo Pérez Esquivel - Ignacio Ramonet - Jorge Riechmann - Gregorio Rosa Chávez | - José Saramago - Vandana Shiva - Jon Sobrino - Boaventura de Sousa Santos - Subcomandante Marcos - Joan Surroca - Carlos Taibo - Josep Maria Terricabras - Virginia Vargas |

#### Concursos oberts
L'Agenda Llatinoamericana gairebé des del seu inici convoca diversos concursos oberts a tot tipus de persones. El concurs més antic és el Concurs de Conte Curt Llatinoamericà. Una selecció antològica dels millors contes curts llatinoamericans va ser incorporada al portal Servicios Koinonía i aplega ja més de cent contes curts, molt utilitzats per les persones i entitats interessades en la literatura llatinoamericana. Un altre concurs de llarga tradició en l'Agenda Llatinoamericana és el de Pàgines Neobíbliques: actualitzacions de pàgines bíbliques, personatges o temes de la Bíblia, rellegits des de la perspectiva llatinoamericana actual. Altres concursos convocats per l'Agenda Llatinoamericana són els d'Ecoteologia, convocat la Pontifícia Universitat Javeriana de Bogotà, així com el convocat pel Col·lectiu Ronda d'advocats de Barcelona, bolcat a incentivar accions solidàries i compromeses en l'àmbit de la defensa jurídica dels pobres i dels drets universals.

### Drets d'autoria del contingut de l'Agenda
A les primeres pàgines de l'Agenda, s'hi llegeix textualment: 
| « | Els continguts d'aquesta Agenda són propietat del Poble Llatinoamericà, que dona permís per a copiar, citar, reproduir i difondre'ls lliurement i no comercial. | » |

## Arxiu digital de l'Agenda Llatinoamericana
Disposa d'un arxiu digital en el qual estan disponibles gratuïtament tots els textos publicats des de 1992 en tres formats:
PDF, HTML i RTF. En aquest arxiu digital els textos poden ser cercats per autoria, per títol, per any de publicació o per tema, en tres llengües: castellà, portuguès i català.

## Temes de l'Agenda
- 2020 - Tsunami 4.0 a la vista! La revolució digital que ve
- 2019 - Les grans causes en allò petit[18]
- 2018 - Igualtat de Gènere
- 2017 - Ecologia Integral
- 2016 - Desigualtat i propietat
- 2015 - Drets humans
- 2014 - Llibertat, llibertat
- 2013 - L'altra Economia
- 2012 - Bon viure/Bon conviure
- 2011 - Quin Déu? Quina religió?
- 2010 - Salvem-nos amb el Planeta
- 2009 - Cap a un socialisme nou la Utopia continua
- 2008 - La política ha mort... Visca la política![19]
- 2007 - Exigim i fem una altra democràcia
- 2006 - Per a una altra humanitat, una altra comunicació
- 2005 - Despullant al nou imperi
- 2004 - Cap a la Internacional humana
- 2003 - La pau entre les religions per a la pau del món
- 2002 - Les cultures en diàleg
- 2001 - Pàtria Gran, Pàtria Mundial
- 2000 - Una Pàtria Gran sense deutes
- 1999 - Aquesta Pàtria Gran en èxode
- 1998 - Una Pàtria en una altra pau
- 1997 - Una Pàtria de pàtries germanes
- 1996 - Pàtria Gran i Pàtria Mundial
- 1995 - La Pàtria Gran és memòria i esperança
- 1994 - En l'Esperit de la Pàtria Gran
- 1993 - Les grans causes de la Pàtria Gran
- 1992 - V Centenari, la veu dels vençuts

## Premis
- IX Premi MESTRES 68 del Moviment de Renovació Pedagògica de Girona[20]

## Documentals
- Ida y vuelta 2013 - Agenda Latinoamericana Mundial (Marc Planagumà, 2013)